# آخر رجل أسود في سان فرانسيسكو
آخر رجل أسود في سان فرانسيسكو (بالإنجليزية: The Last Black Man in San Francisco)‏ هو فيلم دراما أمريكي من بطولة جيمي فيلز، جوناثان ميجورز، تيشينا أرنولد، روب مورغان، مايك إيبس، فين ويتروك وداني غلوفر. صدر الفيلم في الولايات المتحدة في 7 يونيو 2019.

## وصلات خارجية
- آخر رجل أسود في سان فرانسيسكو على موقع IMDb (الإنجليزية)
- آخر رجل أسود في سان فرانسيسكو على موقع ميتاكريتيك (الإنجليزية)
- آخر رجل أسود في سان فرانسيسكو على موقع روتن توميتوز (الإنجليزية)
- آخر رجل أسود في سان فرانسيسكو على موقع نتفليكس (الإنجليزية)
- آخر رجل أسود في سان فرانسيسكو على موقع ألو سيني (الفرنسية)
- آخر رجل أسود في سان فرانسيسكو على موقع أول موفي (الإنجليزية)
- آخر رجل أسود في سان فرانسيسكو على موقع بوكس أوفيس موجو (الإنجليزية)
- آخر رجل أسود في سان فرانسيسكو على موقع فيلمافينيتي (الإسبانية)
- آخر رجل أسود في سان فرانسيسكو على موقع قاعدة بيانات الفيلم (الإنجليزية)
- آخر رجل أسود في سان فرانسيسكو على موقع ليتربوكسد (الإنجليزية)